# George Folsey
George Joseph Folsey (New York, 2 luglio 1898 – Santa Monica, 1º novembre 1988) è stato un direttore della fotografia statunitense.

## Biografia e carriera
Attivo nel mondo del cinema dal 1915 al 1972, dopo una gavetta come assistente esordì in qualità di direttore della fotografia in His Bridal Night, un film del 1919 diretto da Kenneth S. Webb.
Nella sua carriera, fu direttore della fotografia in 162 pellicole e fu candidato 13 volte al Premio Oscar per la miglior fotografia, tra il 1932 e il 1963, senza mai aggiudicarsi il riconoscimento.
Lavorò per alcuni tra i più grandi registi di Hollywood, da Vincente Minnelli a George Cukor e Ernst Lubitsch, spaziando nei più svariati generi: dal melodramma come Il figlio conteso (1935) al classico della fantascienza Il pianeta proibito (1956), dal western  La valle della vendetta (1951) al musical di un altro classico quale Sette spose per sette fratelli (1954): negli anni sessanta fu presente anche sul piccolo schermo, dirigendo alcuni episodi della serie televisiva Il fuggiasco (1963-1967).
Pochi mesi prima della morte gli fu assegnato l'ASC Award dall'American Society of Cinematographers, di cui era stato presidente tra il 1956 e il 1957.
Accreditato come George J. Folsey o solo come George Folsey, era il padre di George Folsey, Jr., montatore e produttore cinematografico.

## Premi e riconoscimenti
- 13 Nomination all'Oscar per la Miglior Fotografia (a fianco l'anno dell'edizione dell'Oscar e la categoria, nei casi in cui si distinguono i film in base alla tipologia di fotografia):
Notturno viennese (1934); L'agente n. 13 (1935); Troppo amata (1937); La parata delle stelle (1944, colore); Le bianche scogliere di Dover (1945, b/n); Incontriamoci a Saint Louis (1945, colore); Anni verdi  (1947, b/n); Il delfino verde (1948, b/n); La ninfa degli antipodi  (1953, colore); I fratelli senza paura (1954, colore); La sete del potere (1955, b/n); Sette spose per sette fratelli (1955, colore); Il balcone (1964, b/n)
- George Award (1957) per The Letter;
- Emmy Award (1968-69) per Here's Peggy Fleming;
- ASC Lifetime Achievement Award (1988).

## Filmografia

### Direttore della fotografia (parziale)
- His Bridal Night, regia di Kenneth S. Webb (1919)
- The Fear Market, regia di Kenneth S. Webb (1920)
- The Frisky Mrs. Johnson, regia di Edward Dillon (1920)
- The Case of Becky, regia di Chester M. Franklin (1921)
- The Price of Possession, regia di Hugh Ford (1921)
- The Education of Elizabeth, regia di Edward Dillon (1921)
- Sheltered Daughters, regia di Edward Dillon (1921)
- Lo scialle lucente (The Bright Shawl), regia di John S. Robertson (1923)
- La lama nel pugno (The Fighting Blade), regia di John S. Robertson (1923)
- Twenty-One, regia di John S. Robertson (1923)
- The Enchanted Cottage, regia di John S. Robertson (1924)
- Born Rich, regia di William Nigh (1924)
- Lady Be Good, regia di Richard Wallace (1928)
- Pusher-in-the-Face, regia di Robert Florey - cortometraggio (1929)
- Gentlemen of the Press, regia di Millard Webb (1929)
- La famiglia reale di Broadway (The Royal Family of Broadway), regia di George Cukor e Cyril Gardner (1930)
- La conquista dell'America (The Big Pond), regia di Hobart Henley (1930)
- La Grande mare, regia di Hobart Henley (1930)
- Honor Among Lovers, regia di Dorothy Arzner (1931)
- L'allegro tenente (The Smiling Lieutenant), regia di Ernst Lubitsch (1931)
- Secrets of a Secretary, regia di George Abbott (1931)
- The Animal Kingdom, regia di Edward H. Griffith (1932)
- The Misleading Lady, regia di Stuart Walker (1932)
- Notturno viennese (Reunion in Vienna), regia di Sidney Franklin (1933)
- L'agente n. 13 (Operator 13) (1934)
- Incatenata (Chained), regia di Clarence Brown (1934)
- Il figlio conteso (Age of Indiscretion), regia di Edward Ludwig (1935)
- Troppo amata (The Gorgeous Hussy), regia di Clarence Brown (1936)
- La sposa vestiva di rosa (The Bride Wore Red), regia di Dorothy Arzner (1937)
- Sette ragazze innamorate (Seven Sweethearts), regia di Frank Borzage (1942)
- La parata delle stelle (Thousands Cheer), regia di George Sidney (1943)
- Le bianche scogliere di Dover (The White Cliffs of Dover), regia di Clarence Brown (1944)
- Incontriamoci a Saint Louis (Meet Me in St. Louis) (1944)
- Anni verdi (The Green Years) (1946)
- Le ragazze di Harvey (The Harvey Girls) (1946)
- Nuvole passeggere (Till the Clouds Roll By), regia di Richard Whorf e, non accreditati, Vincente Minnelli e George Sidney
- In fondo al cuore (The Secret Heart), regia di Robert Z. Leonard (1946)
- Il delfino verde (Green Dolphin Street), regia di Victor Saville (1947)
- L'indossatrice (A Life of Her Own), regia di George Cukor (1950)
- La valle della vendetta (Vengeance Valley), regia di Richard Thorpe (1951)
- La ninfa degli antipodi (Million Dollar Mermaid) (1952)
- Spettacolo di varietà (The Band Wagon), regia di Vincente Minnelli (1953)
- I fratelli senza paura (All the Brothers Were Valiant) (1953)
- Così parla il cuore (Deep in My Heart), regia di Stanley Donen (1954)
- La sete del potere (Executive Suite), regia di Robert Wise (1954)
- Sette spose per sette fratelli (Seven Brides for Seven Brothers), regia di Stanley Donen (1954)
- La tela del ragno (The Cobweb), regia di[Vincente Minnelli (1955)
- Il pianeta proibito (Forbidden planet), regia di Fred McLeod Wilcox (1956)
- Inferno sul fondo (Torpedo Run) , regia di Joseph Pevney (1958)
- Il balcone (The Balcony) (1963)
- Here's Peggy Fleming (1968)
- Il fuggiasco (The Fugitive) - serie Tv

### Assistente
- The Incorrigible Dukane, regia di James Durkin (1915)
- Snow White, regia di J. Searle Dawley (1916)
- Uncle Tom's Cabin, regia di J. Searle Dawley (1918)